# Jim Reese
James Gordon Reese Jr., conocido simplemente como Jim Reese, (7 de diciembre de 1941-26 de octubre de 1991) fue un músico estadounidense y miembro durante mucho tiempo de la famosa banda de rock and roll, The Bobby Fuller Four. Siendo virtuoso en una variedad de instrumentos, es quizás más conocido por su trabajo con la guitarra (tanto principal como rítmica). Hizo los coros y la guitarra rítmica del mayor éxito de The Bobby Fuller Four, "I Fought the Law".

## Primeros años de carrera
Aunque siempre aspiró a ser guitarrista en una banda, Reese fue rechazado inicialmente por los Rock Kings, una banda local de El Paso, antes de unirse a los Counts en abril de 1958. En ese momento, Reese ya tocaba el piano con el grupo, y apareció en su primer lanzamiento, "Thunder", en octubre de 1958 (Reese y The Bobby Fuller Four versionarían más tarde este tema como "Thunder Reef"). Para su siguiente lanzamiento en 1959, "Child of Fortune", Reese cambió a la guitarra rítmica.
Con el tiempo y los cambios de formación, Reese se separó y dirigió su propia banda, The Embers, después de que las discusiones internas dentro de The Counts hicieran que los miembros de la banda se polarizaran. The Embers supuso el regreso de los antiguos compañeros de banda de The Counts, Googie Dirmeyer y Jerry Bright. Originalmente bajo el nombre de The Royal Lancers durante dos años, el grupo evolucionó, y Reese pronto encontró su vocación con la guitarra principal, convirtiéndose rápidamente en uno de los más distinguidos guitarristas de rock en El Paso. Entre los miembros notables de los Embers se encontraban Howard Steele en el bajo, Dalton Powell en el piano y Bobby Fuller en la batería.
Para 1961, Fuller buscó encabezar su propia banda, y grabó su primer sencillo, en el que aparecía por primera vez como vocalista y guitarrista, mientras era respaldado por Reese the Embers, fue lanzado como "You're in Love" en noviembre de 1961 (grabado en la sala de estar de los padres de Fuller en una grabadora Viking). El sencillo se convirtió en un éxito regional, alcanzando el número 1 en KELP. Más tarde, Fuller dejó los Embers para crear su propia banda.
Fuller alcanzó rápidamente el éxito a través de sencillos grabados y publicados de forma independiente. Contactó por primera vez con Reese para tocar con la banda en 1962, donde permaneció hasta 1963, cuando Fuller comenzó a tocar con un conjunto diferente de músicos (Billy Webb a la guitarra y Larry Thompson a la batería). Cuando Fuller se puso más serio para conseguir que la banda llegara a un acuerdo con Del-Fi Records a finales de 1964, Reese volvió a unirse a la banda cuando Fuller se lo pidió personalmente a él y a Powell. Durante el resto de este periodo, Fuller y Reese se alternaron tocando la guitarra principal y la rítmica. A finales de año, la banda se trasladó a California.

## Éxito con Del-Fi Records
Esta vez, Bob Keane, jefe de Del-Fi records vio un gran potencial en la banda, y los fichó para su sello.  El grupo sacó su primera edición en el sello Donna de Del-Fi antes de publicar en Mustang Records, creado por Keane con el grupo de Fuller específicamente en mente.
Antes de que el grupo recibiera un nombre formal, pasaron por diferentes nombres temporales con los que publicaron sus primeros discos, hasta que finalmente se decidieron por el de Bobby Fuller Four. Reese se había opuesto al nombre, ya que sugería un papel más importante para Fuller, a pesar de que el resto de la banda contribuía por igual. A pesar de ello, la banda logró un gran éxito con sus siguientes singles, empezando por "Let Her Dance" en junio de 1965. El mayor éxito de la banda fue "I Fought the Law", en el que Reese aportaba la guitarra rítmica y los coros. Reese contribuyó a los dos álbumes de estudio de la banda, KRLA King of the Wheels y "I Fought the Law en 1965 y 1966, respectivamente. Reese apareció junto al resto de la banda en El fantasma del bikini invisible en 1966. Reese se quedó con la mímica del teclado, ya que no había dos guitarras en el plató (la disponible fue para Bobby). Reese también ha criticado el equipo de Vox que se vieron obligados a utilizar, y el uso no autorizado de su imagen para publicitar productos de Vox.

## La muerte de Fuller y después
La banda estaba experimentando tensiones tras una gira poco promocionada y cambios de producción en 1966. Al regresar a casa, Reese encontró un aviso de reclutamiento, esto fue durante la Guerra de Vietnam. Planeó vender su Jaguar XKE a Fuller después de la siguiente reunión de la banda el 18 de julio de 1966. Después de que Fuller no se presentara a ninguna de las dos, se hizo evidente que algo iba mal. Más tarde, Fuller fue encontrado misteriosamente muerto en el Oldsmobile de su madre, aparentemente por asfixia.
Cuatro días después, tres hombres armados se presentaron en el apartamento que Reese compartía con el batería Dalton Powell, buscando a Reese. Aunque no se han sacado conclusiones, Reese supuso que tenía que ver con una póliza de seguro contratada sobre su vida, posiblemente relacionada con la muerte de Fuller (cuya póliza estaba valorada entre 800.000 y 1 millón de dólares).
Posteriormente, Reese se alejó de los focos y se instaló en Lufkin, Texas, donde pasaría el resto de su vida. El 26 de octubre de 1991, después de jugar una ronda de golf, Reese sufrió un fatal ataque al corazón  cuando regresaba a su camioneta. Está enterrado en el cementerio Garden of Memories.

## Equipo

### Guitarras
Reese siempre fue muy partidario de los productos de Gibson Guitar Corporation. Su guitarra preferida era la Gibson ES-335, que era la que más utilizaba. Otras guitarras que utilizó fueron la Fender Duo-Sonic (al principio), Fender Stratocaster, y Gibson Hummingbird (que en realidad pertenecía a Fuller). La Gibson ES-335 de Reese fue robada después de su muerte.
Reese dijo que prefería las guitarras Gibson a las Fender, y que sólo había utilizado guitarras Fender en ausencia de su Gibson. También ha criticado los equipos Vox.

## Discografía

### Con Bob Taylor and The Counts
- "Thunder" / "Taylor's Rock" (1958)
- "Don't Be Unfair" / "Child of Fortune" (1959)

### Con Jerry Bright and The Embers
- "Almost Blue" / "Jim's Jive" (1961)
- "Be Mine" / "I'll Always Be" (1962)

### Con Bobby Fuller
- "You're in Love" / "Guess We'll Fall in Love" (1961)
- "I Fought The Law" / "She's My Girl" (1964) (B-side only)
- "Saturday Night" / "Stringer" (1964)

### Con Jerry Bright
- "Rosie" / "Indian Giver" (1962)

### Con The Counts
- "Chug-A-Lug" / "Surfer's Paradise" (1963)

### Con Bobby Fuller and the Fanatics
- "Fool of Love" / "Shakedown" (1964)
- "Those Memories of You" / "Our Favorite Martian" (1964)

### Con The Shindigs
- "Thunder Reef" / "Wolfman" (1965)

### Con The Bobby Fuller Four
- "Take My Word" / "She's My Girl" (1965)
- "Let Her Dance" / "Another Sad and Lonely Night" (1965)
- "Never to Be Forgotten" / "You Kiss Me" (1965)
- "I Fought The Law" / "Little Annie Lou" (1965)
- "Love's Made a Fool of You" / "Don't Ever Let Me Know" (1966)
- "The Magic Touch" / "My True Love" (1966)

### Con Murphy's Law
- "How Can I Miss You" / "Weekend Lady" (1983)